# Lijst van nummer 1-hits in de Vlaamse Ultratop 50 in 2011
De volgende hits stonden in 2011 op nummer 1 in de Vlaamse Ultratop 50.
| Nummer | Datum        | Artiest                          | Titel                                |
| ------ | ------------ | -------------------------------- | ------------------------------------ |
| 201    | 1 januari    | Martin Solveig & Dragonette      | Hello                                |
|        | 8 januari    | Martin Solveig & Dragonette      | Hello                                |
|        | 15 januari   | Martin Solveig & Dragonette      | Hello                                |
| 202    | 22 januari   | DJ F.R.A.N.K                     | Discotex! (Yah!)                     |
| 203    | 29 januari   | Adele                            | Rolling in the deep                  |
|        | 5 februari   | Adele                            | Rolling in the deep                  |
|        | 12 februari  | Adele                            | Rolling in the deep                  |
|        | 19 februari  | Adele                            | Rolling in the deep                  |
| 204    | 26 februari  | Lady Gaga                        | Born this way                        |
| 205    | 5 maart      | Jennifer Lopez & Pitbull         | On the floor                         |
|        | 12 maart     | Jennifer Lopez & Pitbull         | On the floor                         |
|        | 19 maart     | Jennifer Lopez & Pitbull         | On the floor                         |
|        | 26 maart     | Jennifer Lopez & Pitbull         | On the floor                         |
| 206    | 2 april      | Idool 2011 Finalisten            | More to me                           |
|        | 9 april      | Idool 2011 Finalisten            | More to me                           |
|        | 16 april     | Idool 2011 Finalisten            | More to me                           |
|        | 23 april     | Idool 2011 Finalisten            | More to me                           |
|        | 30 april     | Idool 2011 Finalisten            | More to me                           |
| 207    | 7 mei        | Jessie J & B.o.B                 | Price tag                            |
| 208    | 14 mei       | LMFAO, Lauren Bennett & GoonRock | Party rock anthem                    |
| 209    | 21 mei       | Adele                            | Set fire to the rain                 |
|        | 28 mei       | Adele                            | Set fire to the rain                 |
| 210    | 4 juni       | Kevin                            | She's got moves                      |
|        | 11 juni      | Kevin                            | She's got moves                      |
| 211    | 18 juni      | Pitbull, Ne-Yo, Afrojack & Nayer | Give me everything                   |
|        | 25 juni      | Pitbull, Ne-Yo, Afrojack & Nayer | Give me everything                   |
|        | 2 juli       | Pitbull, Ne-Yo, Afrojack & Nayer | Give me everything                   |
|        | 9 juli       | Pitbull, Ne-Yo, Afrojack & Nayer | Give me everything                   |
|        | 16 juli      | Pitbull, Ne-Yo, Afrojack & Nayer | Give me everything                   |
| 212    | 23 juli      | Sak Noel                         | Loca people (la gente esta muy loka) |
|        | 30 juli      | Sak Noel                         | Loca people (la gente esta muy loka) |
|        | 6 augustus   | Sak Noel                         | Loca people (la gente esta muy loka) |
|        | 13 augustus  | Sak Noel                         | Loca people (la gente esta muy loka) |
| 213    | 20 augustus  | Elisa Tovati & Tom Dice          | Il nous faut                         |
| 214    | 27 augustus  | Gotye & Kimbra                   | Somebody that I used to know         |
|        | 3 september  | Gotye & Kimbra                   | Somebody that I used to know         |
|        | 10 september | Gotye & Kimbra                   | Somebody that I used to know         |
|        | 17 september | Gotye & Kimbra                   | Somebody that I used to know         |
|        | 24 september | Gotye & Kimbra                   | Somebody that I used to know         |
|        | 1 oktober    | Gotye & Kimbra                   | Somebody that I used to know         |
|        | 8 oktober    | Gotye & Kimbra                   | Somebody that I used to know         |
|        | 15 oktober   | Gotye & Kimbra                   | Somebody that I used to know         |
|        | 22 oktober   | Gotye & Kimbra                   | Somebody that I used to know         |
|        | 29 oktober   | Gotye & Kimbra                   | Somebody that I used to know         |
|        | 5 november   | Gotye & Kimbra                   | Somebody that I used to know         |
|        | 12 november  | Gotye & Kimbra                   | Somebody that I used to know         |
| 215    | 19 november  | Lykke Li                         | I follow rivers                      |
|        | 26 november  | Lykke Li                         | I follow rivers                      |
|        | 3 december   | Lykke Li                         | I follow rivers                      |
| 216    | 10 december  | Selah Sue, Tom Barman & The Subs | Zanna                                |
|        | 17 december  | Selah Sue, Tom Barman & The Subs | Zanna                                |
|        | 24 december  | Selah Sue, Tom Barman & The Subs | Zanna                                |
|        | 31 december  | Selah Sue, Tom Barman & The Subs | Zanna                                |